# スウツク
スウツク（ベラルーシ語: Слуцк、ロシア語: Слуцк、ポーランド語：Słuck）は、ベラルーシの都市。ミンスクから南に 105 km に位置する。人口は62,800人（1995年）。
スウツクについての記録が残っているのは、古いもので1116年までさかのぼる。1160年、スウツクはスウツク公国の首都となった。1320年から1330年にかけてはリトアニア大公国の領土であり、ラジヴィウ家の領地に組み込まれた。1920年、スウツクは反ボルシェビキ運動の中心都市であった（Slutsk Defence Action）。第二次世界大戦までユダヤ人が多く住んでいた（Slutsk Affair）。しかし現在は100名に満たない。スルツク帯（Слуцкі пояс）が有名。

## 姉妹都市
- en:Sisian、アルメニア
- シャキ、アゼルバイジャン
- ブロヴァルィー、ウクライナ
- 武威市、中国
- サン・ジョヴァンニ・ヴァルダルノ、イタリア
- en:Soroca、モルドバ
- フリャジノ、ロシア
- セルプホフ、ロシア